# Leichtathletik-Länderkampf der Männer 1937 Deutschland – Schweden
| 11. Leichtathletik-Länderkampf mit deutscher Beteiligung 1937 | 11. Leichtathletik-Länderkampf mit deutscher Beteiligung 1937 |
| ------------------------------------------------------------- | ------------------------------------------------------------- |
|                                                               |                                                               |
| Ländervergleich der Männer: Deutschland – Schweden            |                                                               |
| Austragungsort                                                | Berlin                                                        |
| Wettbewerbe                                                   | 20                                                            |
| Datum                                                         | 18./19. September 1937                                        |
| 1. SWE 2. GER                                                 | 107 Punkte 101 Punkte                                         |
| Chronik                                                       |                                                               |
| ← GER-SUI (M)                                                 | erster LK 1938:00 GER-SWE Geher (M) →                         |

Als elfte und letzte Begegnung des Länderkampfjahres 1937 gab es das dritte Aufeinandertreffen der Leichtathleten mit Schweden. Die Geher hatten im Juni einen weiteren speziellen Vergleich ausgetragen. Veranstaltungsort war am 18./19. September die deutsche Hauptstadt Berlin.

## Wettbewerbe und Modus
Das Programm dieser Veranstaltung umfasste mit seinen zwanzig Wettbewerben abgesehen vom Marathonlauf, dem Gehwettbewerb und dem Zehnkampf sämtliche olympische Disziplinen der Leichtathletik. Ausgetragen wurde der Länderkampf an zwei Tagen. Die Punkteverteilung in den Einzeldisziplinen entsprach dem Standard. In der Staffel wurde mit vier zu eins gewertet.

## Resultat
Sechs der zehn Einzeldisziplinen im Bereich Laufen gingen an Schweden, vier an Deutschland. Die beiden Staffeln gewannen Deutschlands Sportler. Die Bilanz in den acht technischen Wettbewerben war mit vier zu vier ausgeglichen. Wie auch in den vergangenen Begegnungen gewann Schweden am Ende sehr knapp mit diesmal 107 zu 101 Punkten.

## Resultate

### 100 m
| Platz | Athlet             | Land | Zeit (s) |
| ----- | ------------------ | ---- | -------- |
| 1     | Lennart Strandberg | SWE  | 10,6     |
| 2     | Erich Borchmeyer   | GER  | 10,6     |
| 3     | Karl Neckermann    | GER  | 10,6     |
| 4     | Erik Lindgren      | SWE  | 10,9     |

Datum: 18. September

### 200 m
| Platz | Athlet             | Land | Zeit (s) |
| ----- | ------------------ | ---- | -------- |
| 1     | Lennart Strandberg | SWE  | 21,7     |
| 2     | Erich Borchmeyer   | GER  | 21,8     |
| 3     | Gerd Hornberger    | GER  | 21,9     |
| 4     | Erik Lindgren      | SWE  | 22,1     |

Datum: 19. September

### 400 m
| Platz | Athlet                 | Land | Zeit (s) |
| ----- | ---------------------- | ---- | -------- |
| 1     | Rudolf Harbig          | GER  | 47,8     |
| 2     | Helmut Hamann          | GER  | 48,4     |
| 3     | Bertil von Wachenfeldt | SWE  | 48,5     |
| 4     | Olof Danielsson        | SWE  | 48,7     |

Datum: 19. September

### 800 m
| Platz | Athlet           | Land | Zeit (min) |
| ----- | ---------------- | ---- | ---------- |
| 1     | Rudolf Harbig    | GER  | 1:51,8     |
| 2     | Lennart Nilsson  | SWE  | 1:53,0     |
| 3     | Bertil Andersson | SWE  | 1:53,4     |
| 4     | Erich Linnhoff   | GER  | 1:55,1     |

Datum: 18. September

### 1500 m
| Platz | Athlet           | Land | Zeit (min) |
| ----- | ---------------- | ---- | ---------- |
| 1     | Åke Jansson      | SWE  | 3:52,4     |
| 2     | Fritz Schaumburg | GER  | 3:53,2     |
| 3     | Henry Jonsson    | SWE  | 3:53,4     |
| 4     | Edmund Stadler   | GER  | 4:05,0     |

Datum: 18. September

### 5000 m
| Platz | Athlet         | Land | Zeit (min) |
| ----- | -------------- | ---- | ---------- |
| 1     | Henry Jonsson  | SWE  | 15:02,2    |
| 2     | Bror Hellström | SWE  | 15:05,2    |
| 3     | Hans Raff      | GER  | 15:30,8    |
| 4     | Otto Eitel     | GER  | 16:33,0    |

Datum: 19. September

### 10.000 m
| Platz | Athlet            | Land | Zeit (min) |
| ----- | ----------------- | ---- | ---------- |
| 1     | Max Syring        | GER  | 31:13,2    |
| 2     | Henning Sundesson | SWE  | 31:18,0    |
| 3     | Quick             | SWE  | 32:05,2    |
| 4     | Ernst Eberhardt   | GER  | 33:00,2    |

Datum: 18. September

### 110 m Hürden
| Platz | Athlet        | Land | Zeit (s) |
| ----- | ------------- | ---- | -------- |
| 1     | Håkan Lidman  | SWE  | 14,6     |
| 2     | Erwin Wegner  | GER  | 14,8     |
| 3     | Karl Kumpmann | GER  | 14,9     |
| 4     | Harry Nilsson | SWE  | 15,0     |

Datum: 18. September

### 400 m Hürden
| Platz | Athlet                    | Land | Zeit (s) |
| ----- | ------------------------- | ---- | -------- |
| 1     | Friedrich-Wilhelm Hölling | GER  | 54,0     |
| 2     | Kell Areskoug             | SWE  | 54,0     |
| 3     | Hans Scheele              | GER  | 55,2     |
| 4     | Svärd                     | SWE  | 57,0     |

Datum: 19. September

### 3000 m Hindernis
| Platz | Athlet         | Land | Zeit (min) |
| ----- | -------------- | ---- | ---------- |
| 1     | Lars Larsson   | SWE  | 9:33,2     |
| 2     | Alfred Dompert | GER  | 9:34,0     |
| 3     | Johansson      | SWE  | 9:34,8     |
| 4     | Ludwig Kaindl  | GER  | 9:59,6     |

Datum: 19. September

### 4 × 100 m Staffel
| Platz | Besetzung       | Land                                                             | Zeit (s) |
| ----- | --------------- | ---------------------------------------------------------------- | -------- |
| 1     | Deutsches Reich | Erich Borchmeyer Gerd Hornberger Karl Neckermann Jakob Scheuring | 41,2     |
| 2     | Schweden        | Erik Lindgren Irving Ternström Åke Stenqvist Lennart Strandberg  | 41,6     |

Datum: 18. September

### 4 × 400 m Staffel
| Platz | Besetzung       | Land                                                                 | Zeit (min) |
| ----- | --------------- | -------------------------------------------------------------------- | ---------- |
| 1     | Deutsches Reich | Helmut Hamann Ferdy Kisters Peter Rößler Rudolf Harbig               | 3:13,2     |
| 2     | Schweden        | Sven Strömberg Knut Söderberg Olof Danielsson Bertil von Wachenfeldt | 3:16,7     |

Datum: 19. September

### Hochsprung
| Platz | Athlet          | Land | Höhe (m) |
| ----- | --------------- | ---- | -------- |
| 1     | Åke Ödmark      | SWE  | 1,95     |
| 2     | Kurt Lundqvist  | SWE  | 1,95     |
| 3     | Gustav Weinkötz | GER  | 1,93     |
| 4     | Günther Gehmert | GER  | 1,85     |

Datum: 19. September

### Stabhochsprung
| Platz | Athlet           | Land | Höhe (m) |
| ----- | ---------------- | ---- | -------- |
| 1     | Henry Lindblad   | SWE  | 4,00     |
| 2     | Bo Ljungberg     | SWE  | 4,00     |
| 3     | Julius Müller    | GER  | 3,90     |
| 4     | Siegfried Schulz | GER  | 3,70     |

Datum: 18. September

### Weitsprung
| Platz | Athlet          | Land | Weite (m) |
| ----- | --------------- | ---- | --------- |
| 1     | Luz Long        | GER  | 7,70      |
| 2     | Åke Stenqvist   | SWE  | 7,42      |
| 3     | Wilhelm Leichum | GER  | 7,28      |
| 4     | Eric Svensson   | SWE  | 7,22      |

Datum: 19. September

### Dreisprung
| Platz | Athlet            | Land | Weite (m) |
| ----- | ----------------- | ---- | --------- |
| 1     | Lennart Andersson | SWE  | 14,47     |
| 2     | Bo Ljungberg      | SWE  | 14,37     |
| 3     | Heinz Wöllner     | GER  | 14,32     |
| 4     | Walter Ziebe      | GER  | 14,30     |

Datum: 18. September

### Kugelstoßen
| Platz | Athlet          | Land | Weite (m) |
| ----- | --------------- | ---- | --------- |
| 1     | Hans Woellke    | GER  | 16,13     |
| 2     | Gunnar Bergh    | SWE  | 15,75     |
| 3     | Willi Konrad    | GER  | 15,17     |
| 4     | Arvid Fernström | SWE  | 14,73     |

Datum: 19. September

### Diskuswurf
| Platz | Athlet         | Land | Weite (m) |
| ----- | -------------- | ---- | --------- |
| 1     | Willy Schröder | GER  | 49,61     |
| 2     | Åke Hedvall    | SWE  | 49,15     |
| 3     | Gunnar Bergh   | SWE  | 49,11     |
| 4     | Gerd Hilbrecht | GER  | 46,20     |

Datum: 18. September

### Hammerwurf
| Platz | Athlet         | Land | Weite (m) |
| ----- | -------------- | ---- | --------- |
| 1     | Karl Hein      | GER  | 57,22     |
| 2     | Erwin Blask    | GER  | 51,88     |
| 3     | Gunnar Jansson | SWE  | 50,84     |
| 4     | Oscar Linné    | SWE  | 50,00     |

Datum: 18. September

### Speerwurf
| Platz | Athlet            | Land | Weite (m) |
| ----- | ----------------- | ---- | --------- |
| 1     | Lennart Atterwall | SWE  | 68,92     |
| 2     | Robert Tegstedt   | SWE  | 65,65     |
| 3     | Hans Laqua        | GER  | 63,15     |
| 4     | Eduard Bartels    | GER  | 61,04     |

Datum: 19. September

## Weblink
- Siege an allen sieben Fronten, Berichte zu den sechs parallel stattfindenden Länderkämpfen am 21./22. August. In: Ostdeutsche Morgenpost 23. August 1937 (PDF; 1532 KB), S. 3, sbc.org.pl, abgerufen am 28. Mai 2024